# Przybywuj
Przybywuj – staropolskie imię męskie, złożone z dwóch członów: Przyby- ("przybywać") i -wuj ("wuj").